# Le Héron
Pour les articles homonymes, voir Le Héron (La Fontaine).
Le Héron est une ancienne commune française située dans le département de la Seine-Maritime en région Normandie.
Elle fusionne le 1er janvier 2025 avec Morville-sur-Andelle pour former la commune nouvelle de Morville-le-Héron, dont elle est devenue une commune déléguée.

## Géographie

### Localisation
Le Héron est un village normand du pays de Bray dans la vallée de l'Andelle.

### Communes limitrophes
Les communes limitrophes sont  Boissay, Croisy-sur-Andelle, Elbeuf-sur-Andelle, La Chapelle-Saint-Ouen, Rebets, Saint-Aignan-sur-Ry, Saint-Lucien et Sigy-en-Bray.
| Boissay             | Rebets             |                      |
| Saint-Aignan-sur-Ry | Héron              | Sigy-en-Bray         |
| Elbeuf-sur-Andelle  | Croisy-sur-Andelle | Morville-sur-Andelle |

### Hydrographie

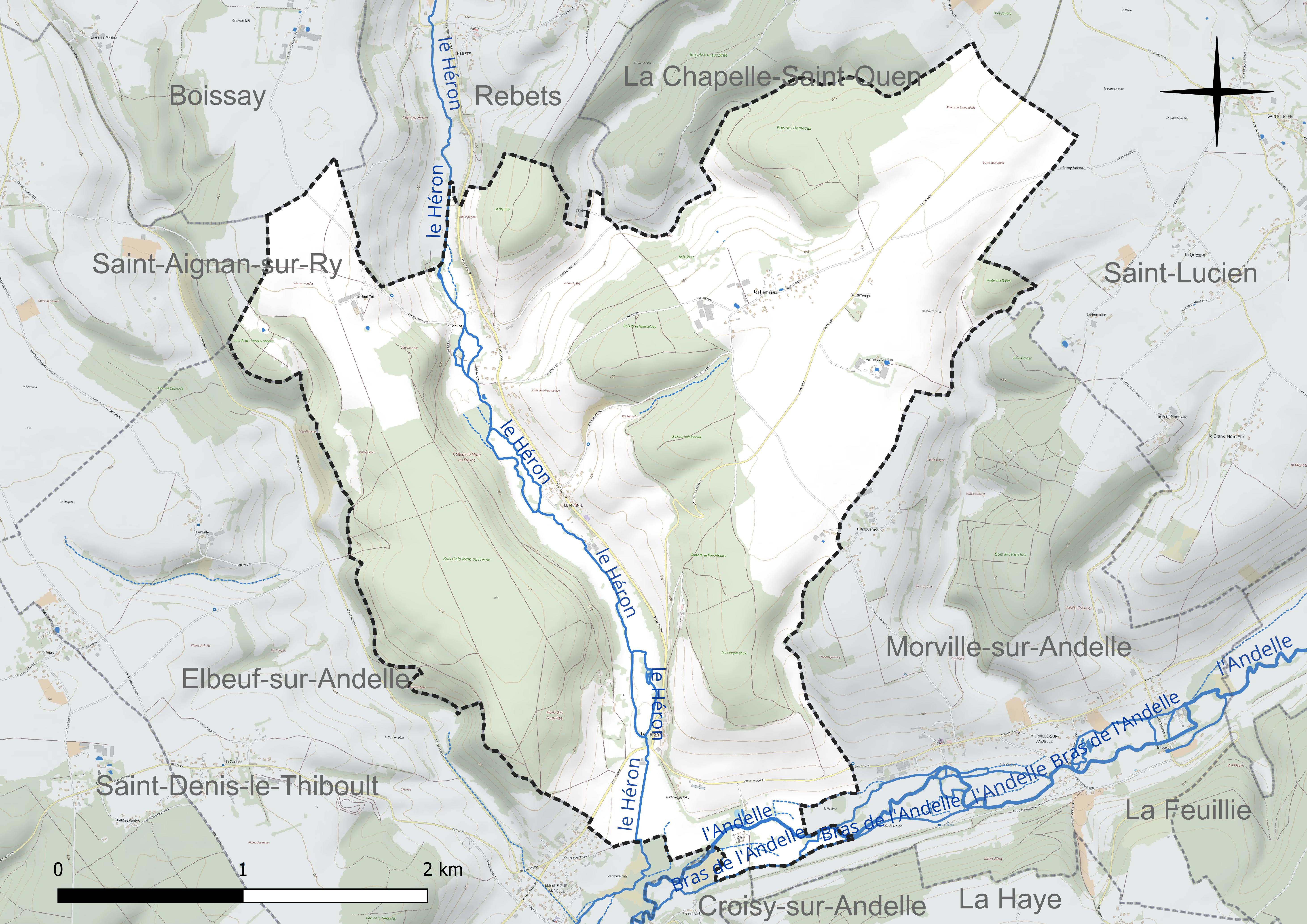
Carte hydrographique de la commune.

La commune est traversée par l'Andelle. et par son affluent, le Héron.
L'Andelle est elle-même un affluent de la rive droite du fleuve la Seine.

### Climat
Pour des articles plus généraux, voir Climat de la Normandie et Climat de la Seine-Maritime.
En 2010, le climat de la commune est de type climat océanique dégradé des plaines du Centre et du Nord, selon une étude du CNRS s'appuyant sur une série de données couvrant la période 1971-2000. En 2020, Météo-France publie une typologie des climats de la France métropolitaine dans laquelle la commune est exposée à un climat océanique et est dans la région climatique  Côtes de la Manche orientale, caractérisée par un faible ensoleillement (1 550 h/an) ; forte humidité de l’air (plus de 20 h/jour avec humidité relative > 80 % en hiver), vents forts fréquents. Parallèlement le GIEC normand, un groupe régional d’experts sur le climat, différencie quant à lui, dans une étude de 2020, trois grands types de climats pour la région Normandie, nuancés à une échelle plus fine par les facteurs géographiques locaux. La commune est, selon ce zonage, exposée à un « climat contrasté des collines », correspondant au Pays de Bray, bien arrosé et frais.
Pour la période 1971-2000, la température annuelle moyenne est de 10,5 °C, avec une amplitude thermique annuelle de 14 °C. Le cumul annuel moyen de précipitations est de 791 mm, avec 12,8 jours de précipitations en janvier et 8,3 jours en juillet. Pour la période 1991-2020, la température moyenne annuelle observée sur la station météorologique la plus proche, située sur la commune de Forges-les-Eaux à 17 km à vol d'oiseau, est de 10,7 °C et le cumul annuel moyen de précipitations est de 860,1 mm,. Pour l'avenir, les paramètres climatiques de la commune estimés pour 2050 selon différents scénarios d’émission de gaz à effet de serre sont consultables sur un site dédié publié par Météo-France en novembre 2022.

## Urbanisme

### Typologie
Au 1er janvier 2024, Le Héron est catégorisée commune rurale à habitat dispersé, selon la nouvelle grille communale de densité à sept niveaux définie par l'Insee en 2022.
Elle est située hors unité urbaine. Par ailleurs la commune fait partie de l'aire d'attraction de Rouen, dont elle est une commune de la couronne,. Cette aire, qui regroupe 317 communes, est catégorisée dans les aires de 200 000 à moins de 700 000 habitants,.

### Occupation des sols

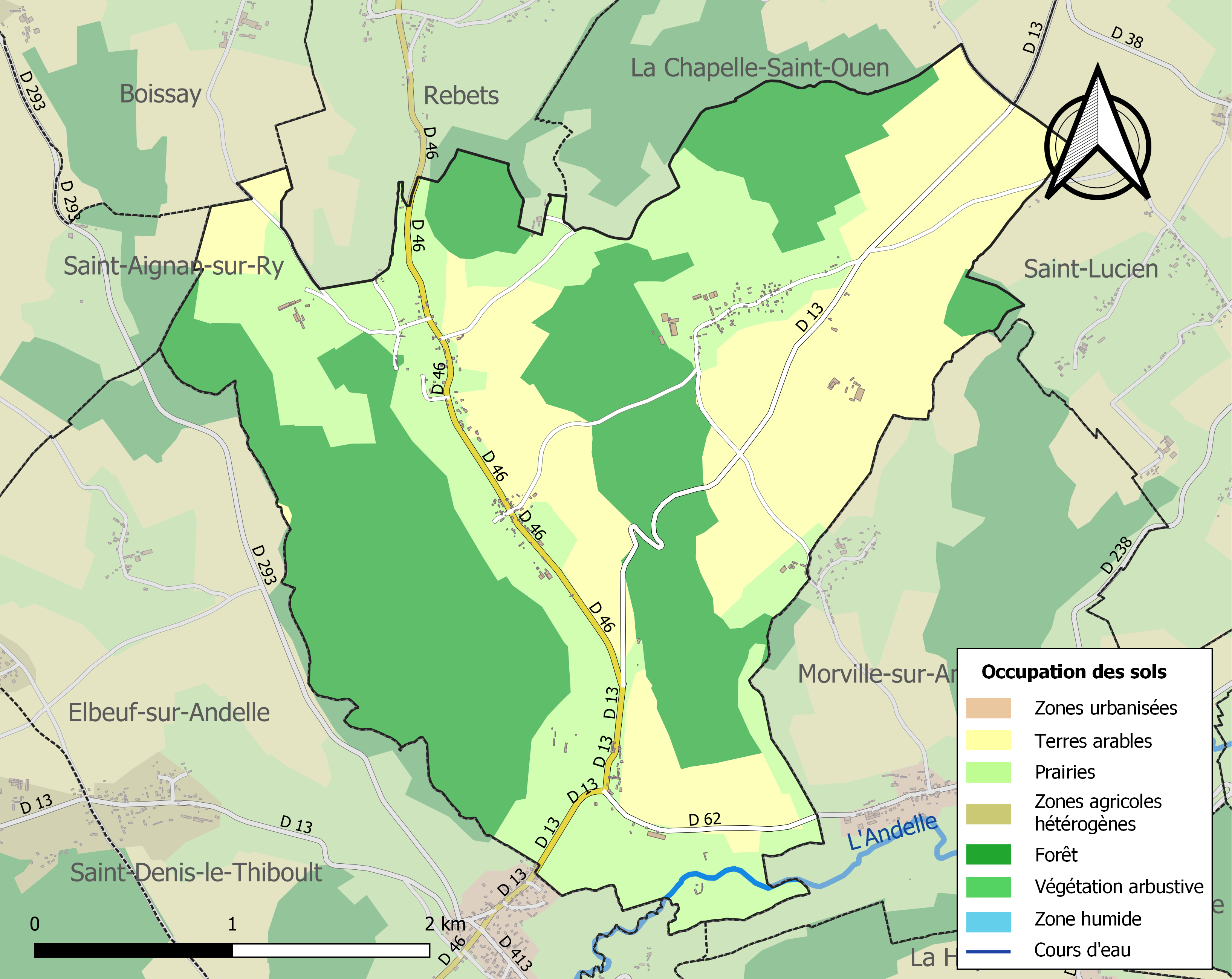
Carte des infrastructures et de l'occupation des sols de la commune en 2018 (CLC).

L'occupation des sols de la commune, telle qu'elle ressort de la base de données européenne d’occupation biophysique des sols Corine Land Cover (CLC), est marquée par l'importance des territoires agricoles (60 % en 2018), une proportion sensiblement équivalente à celle de 1990 (59,9 %).
La répartition détaillée en 2018 est la suivante : forêts (40 %), terres arables (31,2 %), prairies (28,8 %).
L'évolution de l’occupation des sols de la commune et de ses infrastructures peut être observée sur les différentes représentations cartographiques du territoire : la carte de Cassini (XVIIIe siècle), la carte d'état-major (1820-1866) et les cartes ou photos aériennes de l'IGN pour la période actuelle (1950 à aujourd'hui).

### Habitat et logement
En 2021, le nombre total de logements dans la commune était de 125, alors qu'il était de 119 en 2016 et de 121 en 2011.
Parmi ces logements, 85,4 % étaient des résidences principales, 8,9 % des résidences secondaires et 5,7 % des logements vacants. Ces logements étaient pour 91,8 % d'entre eux des maisons individuelles et pour 8,2 % des appartements.
Le tableau ci-dessous présente la typologie des logements au Le Héron en 2021 en comparaison avec celle de la Seine-Maritime et de la France entière. Une caractéristique marquante du parc de logements est ainsi une proportion de résidences secondaires et logements occasionnels (8,9 %) supérieure à celle du département (4,1 %) mais inférieure à celle de la France entière (9,7 %).
| Typologie                                               | Le Héron | Seine-Maritime | France entière |
| ------------------------------------------------------- | -------- | -------------- | -------------- |
| Résidences principales (en %)                           | 85,4     | 88             | 82,2           |
| Résidences secondaires et logements occasionnels (en %) | 8,9      | 4,1            | 9,7            |
| Logements vacants (en %)                                | 5,7      | 7,9            | 8,1            |

## Toponymie
Le lieu est attesté sous les formes Hairun vers 1025 et Hairon fin XIIe siècle. L'article défini apparaît tardivement en 1715 sur la carte du diocèse de Rouen, en 1719 sur une carte de Normandie, puis sous la forme Le Heron-sur Andele dans un ouvrage de 1740. Il est définitivement adopté le 9 avril 1962.
François de Beaurepaire suggère, d'après les formes anciennes, de reconnaître dans le second élément l'appellatif vieux norrois -lundr fréquemment attesté en Normandie sous la forme d'une finale en -lon (cf. Bouquelon, Yquelon, etc.), mais qui a occasionnellement donné -ron. Cette évolution phonétique [l] > [r] est également attestée pour les noms communs par ailleurs. Le toponyme Yébleron (pays de Caux, Eblelont vers 1210) présenterait une évolution similaire.
Pour François de Beaurepaire, le premier élément serait le vieil anglais hæġ « enclos, parc » qui explique la diphtongue [ai] et dont l'association avec -lundr a du sens. En outre, on note très souvent dans la toponymie normande, la coexistence d'éléments scandinaves et vieil anglais.
Saint-Denis-d'Aclon (pays de Caux, Sanctus Dionysus de Haqueron, XIIIe siècle) représenterait une variante entièrement scandinave de ce toponyme, selon le même auteur. En outre, l'existence d'un Bois de la Héronde au hameau du même nom, sur la commune de Bézancourt située à une dizaine de kilomètres du Héron, qui semblerait confirmer cette hypothèse.
Cependant, l'objection que l'on peut soulever est que l'évolution Eblelont > Yébleron est probablement attribuable à une dissimilation [l] — [l] > [l] — [r], et ne peut servir de référence, car le contexte phonétique favorable à cette évolution n'apparaît pas dans la combinaison hæġ + lundr. C'est pourquoi certains spécialistes ont préféré d'autres explications. En particulier, Ernest Nègre a proposé l'anthroponyme germanique Hario, qui convient aussi bien (sinon mieux), générant une proto-forme gallo-romane °HARIONE > Hairun, Hairon. Dans cette dernière hypothèse, Le Héron serait alors « (le domaine de) Hario ».

## Histoire
L'ancien prieuré Saint-Gilles, dépendant de l'abbaye de Saint-Évroult, disparaît au XVIIIe siècle.
Ce lieu est probablement celui d'origine de la famille anglaise de Heron, dont un membre Jordan de Heron tenait un fief à Hadeston dans le Norvignetteerland au début du XIIIe siècle.

### Fusion de communes
Les conseils municipaux de Morville-sur-Andelle et du Héron demandent  à l'unanimité en 2024 leur fusion pour former une commune nouvelle.
Celle-ci est créée le 1er janvier 2025 par un arrêté préfectoral du 2 décembre 2024, modifié par un arrêté du 2 décembre 2024.
La création de la commune nouvelle est destinée à permettre des économies d'échelle en mutualisant les moyens, et permet de bénéficier pendant trois ans une dotation supplémentaire de l'état de 15 €/habitants.

## Politique et administration

### Rattachements administratifs et électoraux
Le Héron se trouvait depuis 1926 dans l'arrondissement de Rouen du département de la Seine-Maritime.
Elle faisait partie depuis 1801 du canton de Darnétal. Dans le cadre du redécoupage cantonal de 2014 en France, cette circonscription administrative territoriale a disparu, et le canton n'est plus qu'une circonscription électorale.
Pour les élections départementales, Le Héron  faisait partie de 2014 à 2024 du canton de Gournay-en-Bray.
Pour l'élection des députés, elle faisait partie de la deuxième circonscription de la Seine-Maritime.

### Liste des maires
| Période                                  | Période       | Identité              | Étiquette | Qualité |
| ---------------------------------------- | ------------- | --------------------- | --------- | --- |
| Les données manquantes sont à compléter. |               |                       |           | |
|                                          |               |                       |           | |
| 1874                                     |               | Eugène-Urbin Patrelle |           | |
|                                          |               |                       |           | |
| 1891                                     | 1906          | Robert de Pomereu     | Droite    | Marquis de Pomereu, homme politique, propriétaire Député de ma Seine-Inférieure (1898 → 1919) Sénateur de la Seine-Inférieure (1920 → 1936) Conseiller général d'Argueil (1887 → 1907) |
|                                          |               |                       |           | |
| juin 1995                                | mars 2008     | Robert Chandelier     |           | |
| mars 2008                                | mai 2020      | Jean-Pierre Bisson    |           | |
| mai 2020                                 | décembre 2024 | Sylviane Carpentier   |           | Ancienne agricultrice exploitante |

| Période      | Période                       | Identité            | Étiquette | Qualité                                                                         |
| ------------ | ----------------------------- | ------------------- | --------- | ------------------------------------------------------------------------------- |
| janvier 2025 | En cours (au 20 février 2025) | Sylviane Carpentier |           | Ancienne agricultrice exploitante Maire-adjointe de Morville-le-Héron (2025 → ) |

## Population et société

### Démographie
L'évolution du nombre d'habitants est connue à travers les recensements de la population effectués dans la commune depuis 1793. Pour les communes de moins de 10 000 habitants, une enquête de recensement portant sur toute la population est réalisée tous les cinq ans, les populations de référence des années intermédiaires étant quant à elles estimées par interpolation ou extrapolation. Pour la commune, le premier recensement exhaustif entrant dans le cadre du nouveau dispositif a été réalisé en 2004.

En 2022, la commune comptait 250 habitants, en évolution de −1,96 % par rapport à 2016 (Seine-Maritime : +0,35 %, France hors Mayotte : +2,11 %).
| 1793 | 1800 | 1806 | 1821 | 1831 | 1836 | 1841 | 1846 | 1851 |
| ---- | ---- | ---- | ---- | ---- | ---- | ---- | ---- | ---- |
| 389  | 300  | 467  | 409  | 369  | 369  | 354  | 366  | 357  |

| 1856 | 1861 | 1866 | 1872 | 1876 | 1881 | 1886 | 1891 | 1896 |
| ---- | ---- | ---- | ---- | ---- | ---- | ---- | ---- | ---- |
| 365  | 366  | 334  | 317  | 303  | 292  | 286  | 308  | 325  |

| 1901 | 1906 | 1911 | 1921 | 1926 | 1931 | 1936 | 1946 | 1954 |
| ---- | ---- | ---- | ---- | ---- | ---- | ---- | ---- | ---- |
| 274  | 266  | 277  | 262  | 283  | 233  | 209  | 263  | 269  |

| 1962 | 1968 | 1975 | 1982 | 1990 | 1999 | 2004 | 2006 | 2009 |
| ---- | ---- | ---- | ---- | ---- | ---- | ---- | ---- | ---- |
| 259  | 233  | 239  | 242  | 236  | 231  | 248  | 242  | 245  |

| 2014 | 2019 | 2022 | - | - | - | - | - | - |
| ---- | ---- | ---- | - | - | - | - | - | - |
| 254  | 247  | 250  | - | - | - | - | - | - |

## Culture locale et patrimoine

### Lieux et monuments
- Église Saint-Michel du Héron.

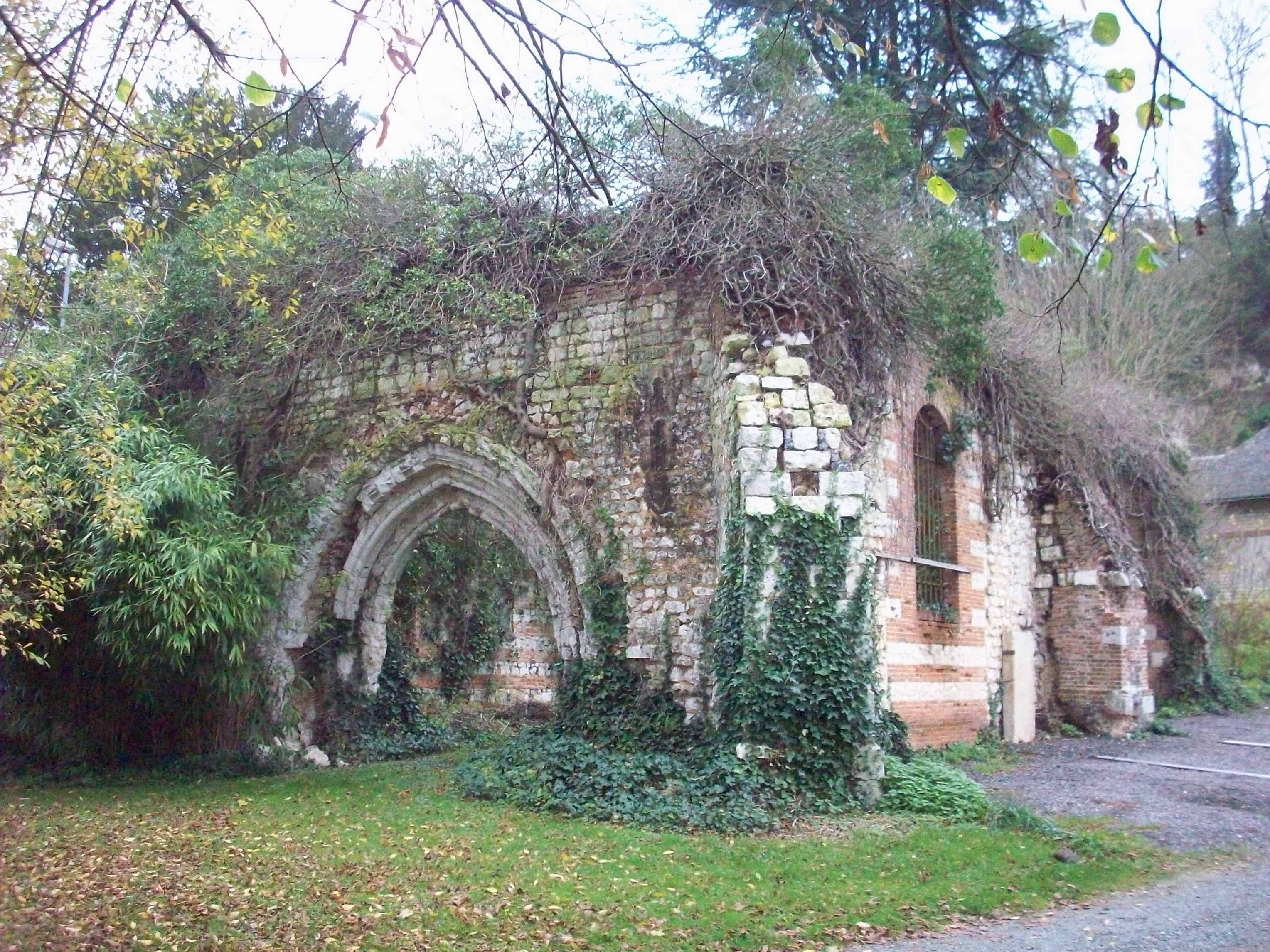
Ancienne église Notre-Dame-et-Saint-Gilles.

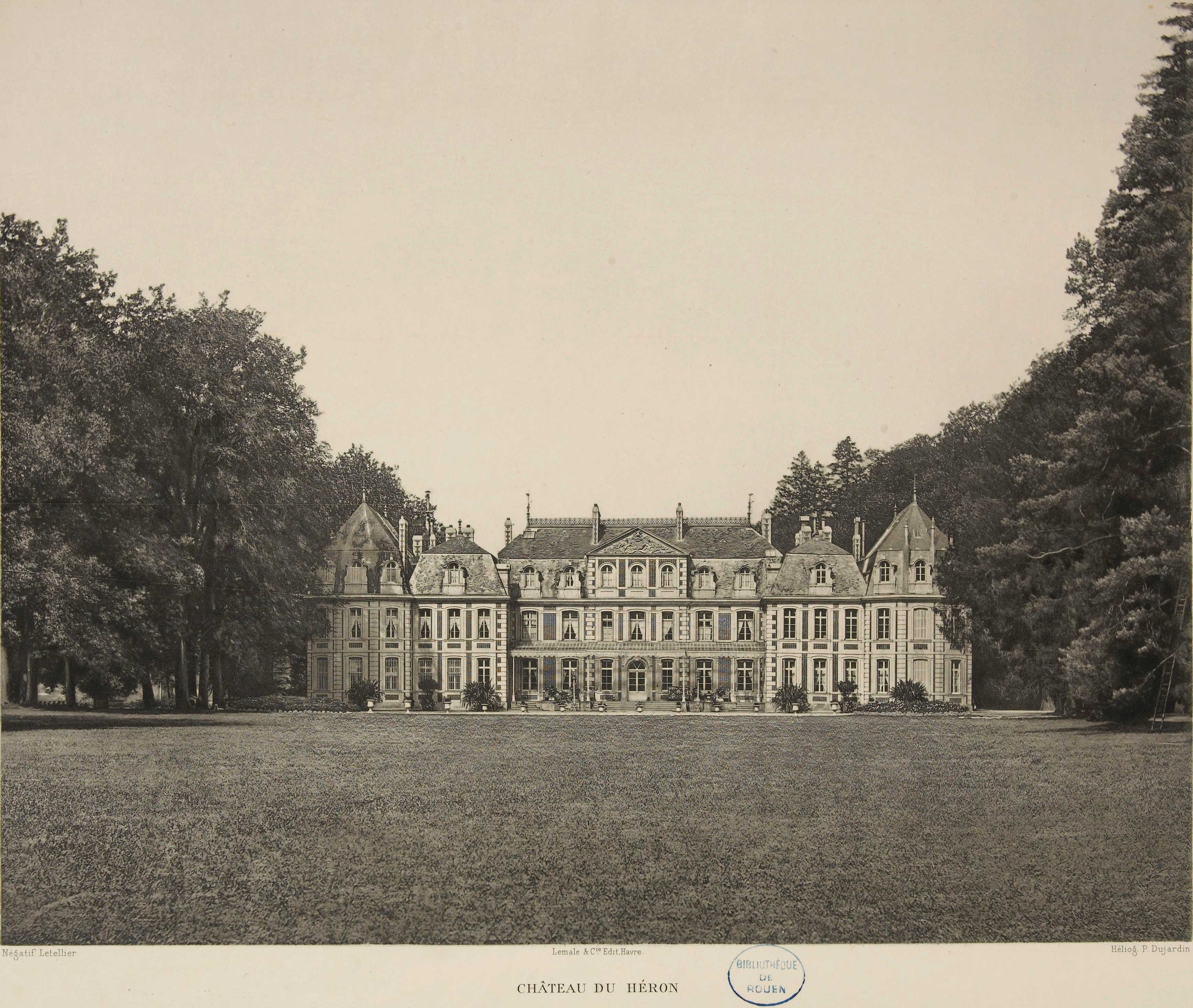
Le château en 1893 avant sa disparition en 1948.

- Ruines de l'église Notre-Dame-et-Saint-Gilles du XIIe siècle, remaniée aux XVIIe et XVIIIe siècles, détruite par un incendie en 1879[29]. Ancienne église prieurale dépendant de l'abbaye de Saint-Évroult.

- Château (disparu) XVIIe et XIXe siècles avec communs élevés vers 1809 sur des plans de l'architecte Jean-Guillaume Bernard Vauquelin[30]. Élevé sur de vastes proportions, prolongé et fortement restauré vers 1858[31], ce château a été détruit vers 1948. Son aspect est connu par des cartes postales anciennes[32]. Il était construit en brique et pierre, sur deux niveaux. Au début du XXe siècle, Il se composait d'un corps de logis élevé à l'origine "vers la fin du règne d'Henri IV", surmonté d'une toiture mansardée, cantonné à chacune de ses extrémités par une aile, prolongée elle-même par un pavillon à la toiture plus élevée. Sur chaque façade, les trois travées centrales marquaient un avant corps plus élevé d'un étage et légèrement saillant, surmonté d'un fronton triangulaire. La façade postérieure était bordée par un étang. La seigneurie du Héron appartenait au XVIe siècle à la famille de Caradas[33], de laquelle elle se transmit par alliances aux Le Marchand de Bardouville[34], en 1715 aux Le Roux d'Esneval[35], puis en 1763, aux Pomereu[36]. La Maison de Pomereu conserva ensuite le château[37].

- Manoir de Malvoisine (début XVIIe siècle), faisant l’objet d’une inscription au titre des monuments historiques depuis le 15 juin 1993[38]. Le manoir apparaît sous le nom du château de Mal Voisin dans le film Bon Voyage, Charlie Brown (and Don't Come Back!!) de Bill Meléndez et Phil Roman (1980).

- Butte ou motte seigneuriale[39]

- Chapelle funéraire construite en 1868 par l'architecte Louis Thérèse David de Pénanrun pour servir de sépulture à la Maison de Pomereu. Construite dans un style néo-byzantin, elle comporte un campanile coiffé d'une lanterne. La crypte se trouve sous une chapelle, surmontée par un dôme. Cédée à la commune en 1982 pour devenir église paroissiale, cette chapelle fait l’objet d’une inscription au titre des monuments historiques depuis le 31 août 1989[40]. L'architecte Louis de Penanrun construisit aussi de 1872 à 1874 l'hôtel de Pomereu à Paris, rue de Lille.

### Patrimoine naturel
Site classé
- Le domaine de la Malvoisine  Site classé (1995)[41]

### Personnalités liées à la commune
- Gustave Flaubert (1821-1880), l'un des plus grands romanciers français du XIXe siècle, y a séjourné et s'est inspiré de ce séjour dans un épisode important de Madame Bovary : le bal à la Vaubyessard.

## Pour approfondir